# Lago Barombi Mbo

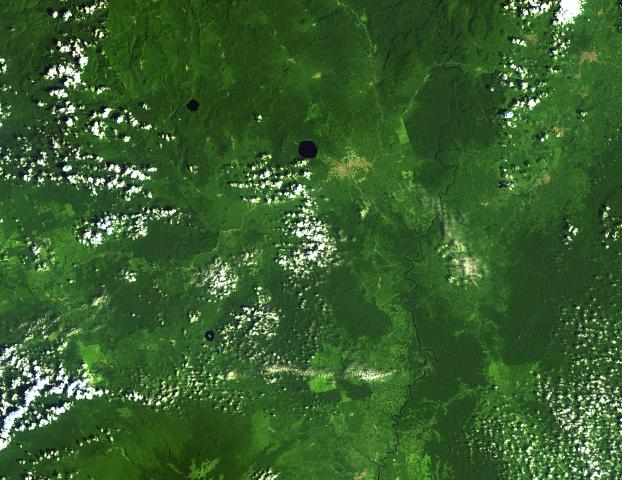
Foto de satélite da NASA. Barombi Mbo é o maior lago circular, logo acima do centro.

O Lago Barombi Mbo ou Barombi-ma-Mbu é um lago perto de Kumba, na região sudoeste dos Camarões. Está localizado na cadeia vulcânica dos Camarões e é o maior lago vulcânico da região. É um dos mais antigos lagos datados de radiocarbono da África, com o fluxo de lava mais jovem nele com cerca de um milhão de anos.

## Biologia
Até agora, 15 espécies de peixes foram registradas no lago. Entre outros, isso inclui Labeobarbus batesii, membro do grupo Fundulopanchax mirabilis, e o peixe-gato endêmico Clarias maclareni. Talvez mais dignas de nota sejam as 11 espécies de ciclídeos endêmicas do lago (Konia spp., Stomatepia spp., Myaka myaka, Pungu maclareni, Sarotherodon caroli, S. linnellii, S. lohbergeri e S. steinbachi). Esses ciclídeos são comumente reconhecidos como um excelente exemplo de especiação simpátrica, mas estudos indicam que eles não foram o resultado de um único evento fundador. O lago é fortemente estratificad com essencialmente nenhum oxigênio a mais de 40 m (130 pés), o que significa que os peixes são restritos às partes superiores mais próximas da superfície. No entanto, uma das espécies de ciclídeos, Konia dikume, tem um nível incomumente alto de hemoglobina no sangue, permitindo que ela entre brevemente em água com pouco oxigênio para se alimentar de glassworm (Chaoborus). Outras espécies de ciclídeos no lago incluem alimentadores generalistas e especializados. Um especialista altamente incomum é o Pungu maclareni, que se alimenta principalmente da esponja endêmica Corvospongilla thysi. Todos os ciclídeos Barombi Mbo são Mouthbrooder. Além da esponja, o lago é o lar de uma espécie endêmica de camarão Caridina.
Todos os peixes endêmicos estão seriamente ameaçados pela poluição e sedimentação das atividades humanas. Eles também são potencialmente ameaçados por grandes emissões de dióxido de carbono (CO2) do fundo do lago (compare o lago Nyos),, embora estudos indiquem que Barombo Mbo carece de quantidades excessivas desse gás. A pesca comercial é proibida no lago. No entanto, a pesca de subsistência extensiva causou declínios nos ciclídeos Barombi Mbo, mas estão mudando para práticas mais sustentáveis.